# Wladislaw Kolesnikow
Wladislaw Sergejewitsch Kolesnikow (kasachisch Владислав Сергеевич Колесников; * 27. Juli 1984 in Ust-Kamenogorsk, Kasachische SSR) ist ein kasachischer Eishockeyspieler, der seit 2015 beim HK Arlan Kökschetau aus der kasachischen Eishockeymeisterschaft unter Vertrag steht.

## Karriere
Wladislaw Kolesnikow begann seine Karriere als Eishockeyspieler in seiner Heimatstadt in der Nachwuchsabteilung von Torpedo Ust-Kamenogorsk. Von dort wechselte er im Sommer 2002 zum HK Lada Toljatti, für dessen zweite Mannschaft er eineinviertel Jahre lang in der Perwaja Liga, der dritten russischen Spielklasse, aktiv war. Zu Beginn der Saison 2003/04 wechselte der Verteidiger zum ZSK WWS Samara, für die er bis 2005 in der zweiten russischen Spielklasse, der Wysschaja Liga, spielte. Von 2005 bis 2007 stand er je ein Jahr lang für die russischen Zweitligisten HK Traktor Tscheljabinsk und Gasowik Tjumen auf dem Eis. Anschließend kehrte er zu Kaszink-Torpedo Ust-Kamenogorsk zurück, für das er zunächst zwei Jahre ebenfalls in der Wysschaja Liga auflief. Die Saison 2009/10 begann er erneut bei Gasowik Tjumen, ehe er nach nur neun Spielen zu Torpedo zurückkehrte, für das er seit der Saison 2010/11 in der neu gegründeten Wysschaja Hockey-Liga antrat. Nachdem er die Spielzeit 2013/14 in Astana verbrachte, wo sowohl für Barys in der KHL als auch für dessen zweite Mannschaft Nomad in der kasachischen Meisterschaft spielte, ging er erneut zu Torpedo zurück, wechselte aber bereits im Laufe der Saison zum WHL-Ligakonkurrenten Neftjanik Almetjewsk, wo er die Saison beendete. Seit 2015 spielt er für den HK Arlan Kökschetau in der kasachischen Meisterschaft.

### International
Für Kasachstan nahm Kolesnikow im Juniorenbereich an den U18-Junioren-Weltmeisterschaften der Division I 2001 und 2002 sowie der U20-Junioren-Weltmeisterschaft der Division I 2004 teil. Im Seniorenbereich stand er im Aufgebot seines Landes bei den Weltmeisterschaften der Division I 2008, 2009 und 2013 sowie bei der Weltmeisterschaft der Top-Division 2012.

## Erfolge und Auszeichnungen
- 2009 Aufstieg in die Top-Division bei der Weltmeisterschaft der Division I, Gruppe A
- 2013 Aufstieg in die Top-Division bei der Weltmeisterschaft der Division I, Gruppe A
- 2019 Gewinn des IIHF Continental Cups mit dem HK Arlan Kökschetau